# Christoph Reuter (Journalist)

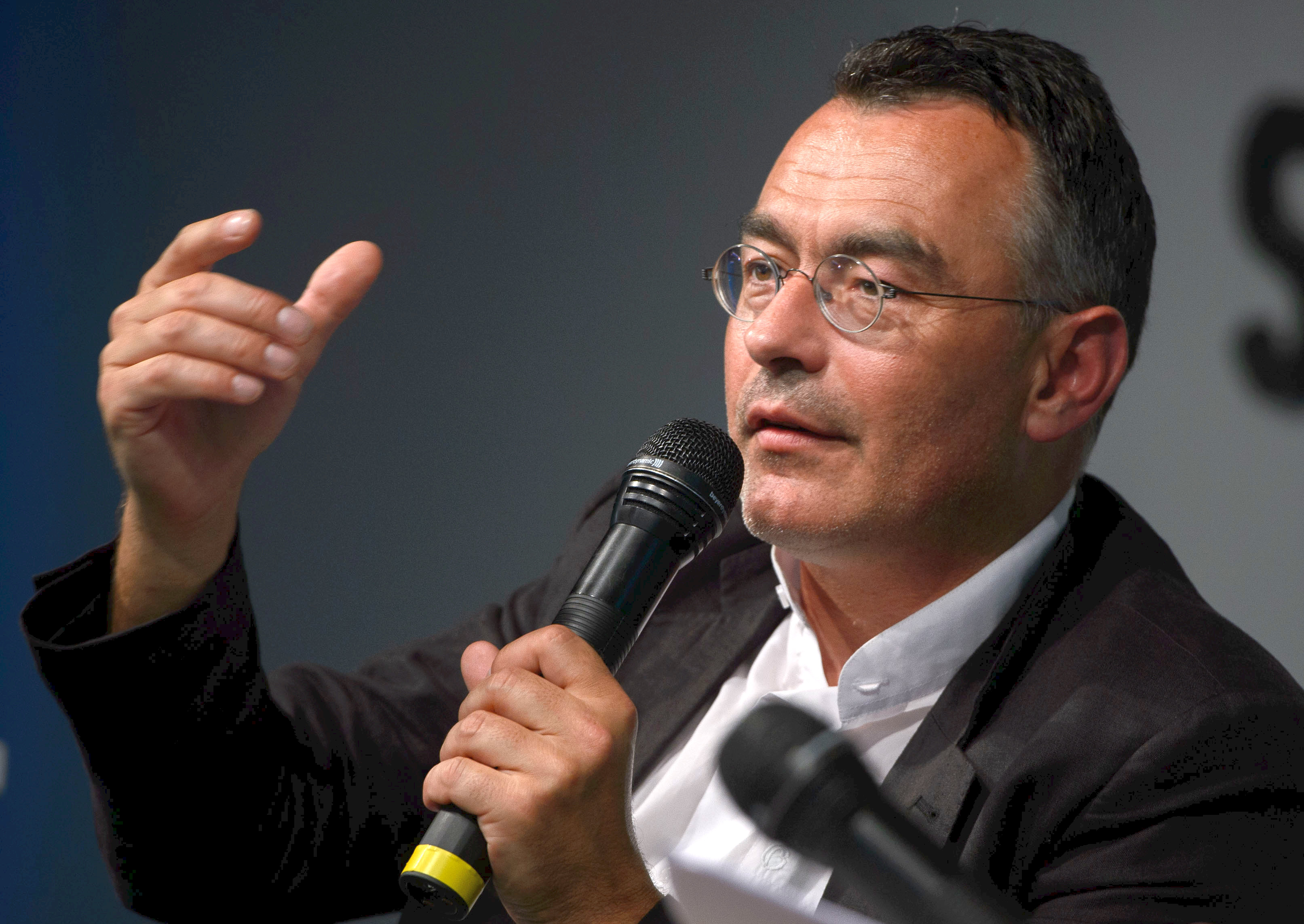
Christoph Reuter bei der Vorstellung seines Buchs Die schwarze Macht, 2015

Christoph Reuter (* 14. Januar 1968 in Sande) ist ein deutscher Journalist, Kriegsberichterstatter und Autor.

## Leben
Nach dem Abitur studierte er Islamwissenschaft, Politikwissenschaft und Germanistik und schloss mit dem Magister an der Universität Hamburg ab. Anschließend besuchte er die Henri-Nannen-Journalistenschule in Hamburg. Von 1995 bis 1996 berichtete er aus Bonn für den Stern über die SPD. Ab 2003 berichtete er als Auslandskorrespondent in Bagdad und in Kabul für GEO, Stern, Greenpeace Magazin und Die Zeit aus der islamischen Welt zwischen Marokko und Kirgisistan, mit den Schwerpunkten Naher Osten und Afghanistan. Dafür erhielt er 1997 den Axel-Springer-Preis. 2002 kam sein Buch über Selbstmordattentäter Mein Leben ist eine Waffe heraus. Es wurde von der Washington Post als grundlegendes Werk zu diesem Thema bewertet und in weitere acht Sprachen übersetzt, darunter Italienisch, Schwedisch und Polnisch. Im Jahr 2004 veröffentlichte Christoph Reuter gemeinsam mit Susanne Fischer das Buch Café Bagdad. Der ungeheure Alltag im neuen Irak. Im Irak führten ihn seine Reisen von den Bergtälern Kurdistans über die heiligen Städte Kerbela und Nadschaf bis in die Palmenwälder und Sümpfe im Süden. Reuter spricht fließend Arabisch. Nebenbei war er als Dozent für „Investigative Research“ am Institute for War and Peace Reporting tätig und hat zudem in Afghanistan, im Irak und im Libanon Journalisten ausgebildet.
Am 25. Juli 2007 berichteten einige Nachrichtenagenturen irrtümlich, Christoph Reuter sei in Afghanistan entführt worden. Tatsächlich entführt wurde der dänische Journalist afghanischer Abstammung Nagieb Khaja, der nach wenigen Stunden freigelassen wurde.
Von Dezember 2009 bis März 2010 recherchierte er gemeinsam mit dem Fotojournalisten Marcel Mettelsiefen in Kunduz. Als Resultat erschien die Veröffentlichung Kunduz, 4. September 2009. Eine Spurensuche; von April bis Juni 2010 folgte eine gemeinsam mit Mettelsiefen gestaltete Ausstellung im Kunstraum Potsdam mit Fotos von Opfern des von der Bundeswehr 2009 veranlassten Luftangriffs bei Kundus.
2011 wechselte er vom Stern zum Spiegel, wo er bis heute (Stand: 2023) als Reporter im Ressort Ausland arbeitet. Reuter recherchierte auf zahlreichen Reisen die Entwicklungen in Syrien im Zuge der Revolution von 2011. Bei einem illegalen Grenzübertritt aus Syrien in die Türkei wurde er 2015 festgenommen und anschließend aus der Türkei ausgewiesen. Reuter veröffentlichte 2016 das Buch „Die schwarze Macht. Der Islamische Staat und die Strategen des Terrors“, in dem er nachzeichnet, welche tragende Rolle ehemalige Angehörige des irakischen Geheimdienstes und der Sicherheitskräfte bei der Ausbreitung des sogenannten Islamischen Staates spielten. 2017 erschien das Buch „Maryam A.: Mein Leben im Kalifat. Eine deutsche IS-Aussteigerin erzählt“, das Reuter gemeinsam mit Maryam A. schrieb.
Nach der Einnahme Afghanistans durch die Taliban im Sommer 2021 berichtete Reuter aus Kabul über die Lage der Einwohner nach der Machtübernahme der Taliban, nach deren Proklamation des Islamischen Emirats Afghanistan. Er reiste in der Folge auch in das afghanische Nuristan und in andere entlegene Regionen Afghanistans, um dort über die Herrschaft der Taliban zu berichten. Im April 2023 erschien sein Buch: „Wir waren glücklich hier: Afghanistan nach dem Sieg der Taliban – ein Roadtrip“ bei der DVA.
Nach dem russischen Überfall auf die Ukraine am 24. Februar 2022 berichtete er für den Spiegel über die Kriegsereignisse in Kiew und beschrieb, wie im Grenzort Schehyni aus der Ukraine flüchtende Menschen aus Afrika tagelang in einer Extra-Schlange warten mussten, um nach Polen zu gelangen. Ende März 2022 berichtete er nach dem Abzug der russischen Besatzer aus der völlig zerstörten ostukrainischen Kleinstadt Trostjanez und zu den Erlebnissen der Bewohner unter der Schreckensherrschaft der russischen Besatzung.
Im Dezember 2022, im Zuge der Proteste im Iran, berichtete Reuter aus der nordirakisch-iranischen Grenzregion.
Im Februar 2023 veröffentlichte der Spiegel Reuters Reportage aus der ukrainischen Stadt Bachmut über das Leben der verbliebenen Einwohner während der Schlacht um die Stadt.
Im Herbst 2023 reiste Reuter aufgrund des Israel-Gaza-Krieges in die Region. Im Dezember thematisierte er im Spiegel die israelische Kriegsführung und setzte sie in den Kontext mit Aussagen israelischer Regierungspolitiker, der Verkündung einer totalen Blockade am 9. Oktober 2023 und einem Papier des israelischen Geheimdienstministeriums, das eine ethnische Säuberung des Gazastreifens empfahl. Reuter resümierte, dass die gegenwärtige israelische Kriegsführung eins zu eins dem Plan folge und die in den Süden des Gazastreifens vertriebene, unter katastrophalen Umständen lebende und mangelhaft mit humanitären Gütern versorgte Zivilbevölkerung, früher oder später keine Wahl mehr haben werde, als die ägyptische Grenze zu stürmen, um ihr Leben zu retten. Im Folgejahr reiste er in den Libanon, als das Land von der israelischen Luftwaffe attackiert wurde.

## Schriften (Auswahl)
- Mein Leben ist eine Waffe. Selbstmordattentäter. Psychogramm eines Phänomens; Sachbuch, Bertelsmann, Gütersloh, 2002, ISBN 3-570-00646-8.
- mit Susanne Fischer: Café Bagdad. Das ungeheure Leben im neuen Irak; Sachbuch, Bertelsmann, Gütersloh, 2005, ISBN 978-3-570-00793-8
- mit Marcel Mettelsiefen: Kunduz 4. September 2009, Sachbuch, Kein & Aber, 2010, ISBN 978-3-8077-1063-1
- Die schwarze Macht: Der Islamische Staat und die Strategen des Terrors; Sachbuch, DVA, 2016, ISBN 978-3-421-04694-9
- Maryam A.: Mein Leben im Kalifat. Eine deutsche IS-Aussteigerin erzählt; Sachbuch, DVA, 2017, ISBN 978-3-421-04819-6
- Wir waren glücklich hier: Afghanistan nach dem Sieg der Taliban. Ein Roadtrip; Sachbuch, DVA, 2023, ISBN 978-3-421-07005-0

## Auszeichnungen
- 2012 wurde Christoph Reuter vom Medium Magazin für seine Berichte aus dem syrischen Bürgerkrieg als „Reporter des Jahres“ ausgezeichnet[21].
- 2015 erhielt er den Prix Bayeux-Calvados des Correspondants de Guerre. Ausgezeichnet wurde seine Veröffentlichung Der Stratege des Terrors[22] über den 2014 erschossenen IS-Drahtzieher Haji Bakr.[23]
- Im November 2015 wurde er für sein Sachbuch Die schwarze Macht: Der „Islamische Staat“ und die Strategen des Terrors mit dem NDR Kultur Sachbuchpreis ausgezeichnet.[24]
- Ebenfalls 2015 erhielt er den „Preis der Bundespressekonferenz“.[25]
- Im Juni 2022 wurde er für seine Berichterstattung mit dem Hanns-Joachim-Friedrichs-Preis ausgezeichnet.[26]
- Im Dezember 2022 erhielt er den erstmals verliehenen Werner-Holzer-Preis[27] für herausragenden Auslandsjournalismus.
- Gemeinsam mit Katja Lutska und Alexander Sarovic erhielt Christoph Reuter im Mai 2023 den 25. Journalistenpreis „Bahnhof“[28] für die Geschichte „Das blaue Wunder“, online erschienen als „Ukraine: Der Krieg wütet, aber die Züge fahren weiter“.[29]
- Im Februar 2024 erhielt er den Lokman Slim Award der Lokman Slim Foundation, die sich für die Aufklärung und Strafverfolgung politischer Morde einsetzt.[30]
- Gemeinsam mit der Fotografin Johanna Maria Fritz[31] erhält Christoph Reuter 2024 den Hansel-Mieth-Preis für die Geschichte „Die letzten Bestatter von Bachmut“.[32]

## Belege
1. ↑  Tilo Jung: #578 – Kriegsreporter Christoph Reuter über Ukraine, Syrien & Afghanistan. Abgerufen am 17. Juni 2022.
2. 1 2  Biografie – Christoph Reuter. Körber-Stiftung, 14. März 2016, abgerufen am 29. Juli 2021.
3. ↑  Matthias Gebauer: Geiselnahme in Afghanistan: Verschleppter Journalist wieder frei – "Stern"-Reporter war nicht entführt. In: Der Spiegel. 25. Juli 2007, ISSN 2195-1349 (spiegel.de [abgerufen am 15. Juni 2024]).
4. ↑  Kunduz, 4. September 2009 : eine Spurensuche / Fotogr. Marcel Mettelsiefen. Text Christoph Reuter, Verlag Rogner & Bernhard, Berlin, 2010, ISBN 978-3-8077-1063-1
5. ↑  Meldung. In: deutschlandradiokultur.de. Deutschlandradio, abgerufen am 15. Februar 2015.
6. ↑  Impressum. In: spiegel.de. Der Spiegel GmbH & Co. KG, 2021, abgerufen am 29. Juli 2021.
7. ↑  Frank Nordhausen: Deutsche Journalisten festgenommen, in: Frankfurter Rundschau, 9. Mai 2015, S. 38
8. ↑  https://www.penguinrandomhouse.de/Buch/Die-schwarze-Macht/Christoph-Reuter/DVA-Sachbuch/e481512.rhd
9. ↑  https://www.penguinrandomhouse.de/Paperback/Maryam-A-Mein-Leben-im-Kalifat/Christoph-Reuter/DVA-Sachbuch/e537064.rhd
10. ↑   Allerdings konnte er zunächst nicht einreisen und musste mit einem Flugzeug zusammen mit Flüchtlingen kurzfristig abreisen. Christoph Reuter – Der Spiegel. In: Der Spiegel. Abgerufen am 9. September 2021.
11. ↑  Christoph Reuter: (S+) Afghanistan – Expedition in die verbotenen Berge: »Sie sind Fremde, Ihnen kann ich vertrauen«. In: Der Spiegel. 29. Juli 2022, ISSN 2195-1349 (spiegel.de [abgerufen am 4. Februar 2023]).
12. ↑  Christoph Reuter, Thore Schröder: (S+) Afghanistan: Wie die Taliban einer Minderheit ihr Land rauben. In: Der Spiegel. 2. Oktober 2021, ISSN 2195-1349 (spiegel.de [abgerufen am 4. Februar 2023]).
13. ↑  Christoph Reuter, Thore Schröder: (S+) Taliban-Kämpfer in Afghanistan: Reise durch das Land der Angst (S+). In: Der Spiegel. 5. September 2021, ISSN 2195-1349 (spiegel.de [abgerufen am 4. Februar 2023]).
14. ↑  https://www.penguinrandomhouse.de/Buch/Wir-waren-gluecklich-hier/Christoph-Reuter/DVA-Sachbuch/e608455.rhd
15. ↑  Krieg in der Ukraine: Was unsere Reporter und Reporterinnen vor Ort berichten. In: Der Spiegel. 1. März 2022, ISSN 2195-1349 (spiegel.de [abgerufen am 4. März 2022]).
16. ↑  »Die Russen wussten offenbar gar nicht, warum sie hier sind« spiegel.de, 29. März 2022.
17. ↑  Christoph Reuter: Geflüchtete Iraner im Nordirak: »Sie jagen Menschen«. In: Der Spiegel. 22. Dezember 2022, ISSN 2195-1349 (spiegel.de [abgerufen am 4. Februar 2023]).
18. ↑  Christoph Reuter, Johanna Maria Fritz: (S+) Ukraine: Die letzten Bestatter von Bachmut. In: Der Spiegel. 3. Februar 2023, ISSN 2195-1349 (spiegel.de [abgerufen am 3. Februar 2023]).
19. ↑  Israel und der Krieg in Nahost: Das Ende von Gaza – Kommentar – Der Spiegel, 9. Dezember 2023, abgerufen am 17. Dezember 2023.
20. ↑  Libanon nach dem Tod von Hassan Nasrallah: »Hisbollah-Männer gehen von Tür zu Tür und sagen: Verschwindet!« – Video. In: Der Spiegel. 28. September 2024, ISSN 2195-1349 (spiegel.de [abgerufen am 28. September 2024]).
21. ↑  Meldung. In: mediummagazin.de. Medium Magazin, abgerufen am 15. Februar 2015.
22. ↑  Der Stratege des Terrors, in: Der Spiegel, Ausgabe 17, 2015
23. ↑  Rückspiegel: Ausgezeichnet, in: Der Spiegel, Ausgabe 43, 2015, S. 146
24. ↑  Christoph Reuter gewinnt Sachbuchpreis 2015. In: NDR Kultur. Norddeutscher Rundfunk, November 2015, abgerufen am 30. Juli 2021.
25. ↑  Christoph Reuter erhält den Preis der Bundespressekonferenz 2015. (PGF 27 KB) bundespresseball.de, 2015, abgerufen am 20. Mai 2021.
26. ↑  SPIEGEL-Reporter Christoph Reuter mit Hanns-Joachim-Friedrichs-Preis ausgezeichnet. In: Der Spiegel. 30. Juni 2022, ISSN 2195-1349 (spiegel.de [abgerufen am 30. Juni 2022]).
27. ↑  Monika Gemmer: Werner-Holzer-Preis: Fotostrecke zur Verleihung in Frankfurt. In: fr.de. 14. Dezember 2022, abgerufen am 30. Januar 2024.
28. ↑  https://www.presseportal.de/pm/81347/5517609
29. ↑  Alexander Sarovic, Christoph Reuter, Katja Lutska: (S+) Mit der Eisenbahn durch die Ukraine: Der Krieg wütet, doch die Züge fahren weiter. In: Spiegel Online. 13. Juni 2022, abgerufen am 27. Januar 2024.
30. ↑  Third Anniversary of Lokman Slim's Assassination. Abgerufen am 6. März 2024 (englisch).
31. ↑  Johanna Maria Fritz
32. ↑  Ukraine-Krieg: SPIEGEL-Artikel über Bestatter von Bachmut mit Hansel-Mieth-Preis ausgezeichnet. In: Der Spiegel. 5. März 2024, ISSN 2195-1349 (spiegel.de [abgerufen am 6. März 2024]).

| Personendaten    | Personendaten                                              |
| ---------------- | ---------------------------------------------------------- |
| NAME             | Reuter, Christoph                                          |
| KURZBESCHREIBUNG | deutscher Journalist, Kriegsberichterstatter und Buchautor |
| GEBURTSDATUM     | 14. Januar 1968                                            |
| GEBURTSORT       | Sande                                                      |